# 下エジプト

上エジプト(Upper Egypt、図の下方)と下エジプト(Lower Egypt、図の上方)

下エジプト(しもエジプト、アラビア語エジプト方言: مصر السفلى Maṣr El Sofla 英: Lower Egypt)は、エジプトの地域名。現在のカイロ南部から地中海までのナイル川デルタ地帯を指す。カイロ以南のナイル河谷である上エジプトとともに古代エジプトを構成する二大地域であった。中間期には、上エジプトと下エジプトにそれぞれ王朝が分立し、覇権を争うことも多かった。
エジプトに興った文明は、紀元前3500年ごろに上エジプトと下エジプトの二つの王朝にまとまり、紀元前3150年ごろに上エジプトのナルメル王が下エジプトのブトなどの都市を押さえてエジプト最古の統一王朝であるエジプト第1王朝を建設した。第一王朝以降、王都は下エジプト最南部に当たり、上下エジプトの接点となるメンフィスに置かれた。下エジプトの主神はウアジェト、王冠は赤色、植物はパピルスが象徴とされた。
エジプト第1中間期には下エジプトはメンフィスの王朝の下に統一されていたが、やがて上エジプトのテーベの王朝に敗れ征服された。
エジプト第2中間期には、下エジプトはアヴァリスを都としたヒクソスのエジプト第15王朝の支配下に置かれたが、やがて上エジプトの第17王朝の前に敗れ去った。
その後も、サイスやアレキサンドリアなどの都市が建設され、サイスに都を置いた第26王朝は上エジプトを征服して再びエジプトに統一王朝を築いた。